# Атанасије Ковровски
Епископ Атанасије (рођ. Сергеј Григоријевич Сахаров; 2. јул 1887, село Царевка, Кирсановски округ, Тамбовска губернија - 28. октобар 1962, Петушки, Владимирска област) - епископ Руске православне цркве, намесник Владимирске епархије. Члан катакомбне цркве .
Литургичар, један од аутора „Службе свима светитељима који су засијали у руским земљама“ (Сабор руских светитеља).
Прослављен од Руске православне цркве августа 2000. године као свештеноисповедник.

## Образовање
Рођен је 2. јула (стари календар) 1887. године, на празник Полагања Преподобне Одежде Пресвете Богородице у Влахерни. Сергејеви родитељи - Григориј и Матрона - живели су у Владимиру. Отац је био дворски саветник, мајка је била од сељака.
Завршио је Шујску богословску школу (1902), Владимирску богословију (1908) и Московску богословску академију са звањем кандидата за богословље (1912, кандидатска теза: „Расположење верујуће душе према Великопосном триоду“) .

### Монах и учитељ
12. октобра 1912. године замонашен је; 14. октобра рукоположен је у чин јерођакона а 17. октобра - у чин јеромонаха.
Од 6. октобра 1912. – наставник пастирских предмета у Полтавској богословији.
Од 28. августа 1913. године - настојатељ Клеванске богословске школе Волинске епархије.
Од 3. септембра 1913. - наставник Владимирске богословије на одсеку за хомилетику, руководилац верских и моралних читања и јавних интервјуа у Успенском сабору у Владимиру, одликован набедреником.
Од 1914. члан савета православног братства Св. Александар Невски. 1917. делегат Епархијских и Сверуских конгреса свештенства и мирјана, 2. Сверуског монашког конгреса, члан Владимирског епархијског привременог извршног одбора, доделио је напрсним крстом игумана.
1918-1920 - члан Владимирског епархијског савета од монаштва.
20. јануара 1920. године, уздигнут је у чин архимандрита.
У 1920-1921 - игуман манастира Рођења Владимира.

### Учешће у раду Месног савета
1917. године на монашком конгресу у Тројице-Сергијевој лаври изабран је за заменика члана Сверуског помесног сабора. Од јануара 1918. године – члан Савета, радио је у одељењима богослужења, монаштва и црквене дисциплине. Одељењу за богослужења поднео је извештаје „О припреми новог издања богослужбених књига са уврштавањем свих постојећих штампаних и рукописних служби за руске свете“, „О јачању и озакоњењу поштовања локалних светитеља у епархијама“. Одељењу за црквену дисциплину поднео је извештај „О додељивању литургијских одликовања појединим црквеним служитељима и положајима и забрани њиховог дељења као награда”. На пленарној седници био је коизвестилац на извештају о правилима канонизације светих у Руској цркви. Након што је Сабор обновио празник Свих Светих који су засијали у руској земљи, он је са професором Петроградског универзитета Борисом Турајевим учествовао у састављању службе за овај празник.

### Епископ
Дана 17. јуна 1921. године извршено је његово хиротонисање за епископа ковровског, викара Владимирске епархије, које су извршили митрополит Владимир Сергије (Страгородски), архиепископ нижегородски Евдоким (Мешчерски) и епископ печерски, викар г. Нижегородска епархија Варнава (Бељајев). Од 18. јуна је и игуман Богољубског манастира.
30. марта 1922. године је ухапшен, али је сутрадан пуштен.
Епископ Афанасије, као и митрополит Сергије (Страгородски), архиепископ суздаљски Павле (Борисовски), бивши епископ суздаљски Василиј (Зуммер) ухапшени су 12. априла у такозваном „суздалском црквеном случају“: сакристија у једној од цркве су покрадене, а власти су то искористиле да оптуже епископе да се противе одузимању црквених драгоцености. Осуђен је 9. јуна на годину дана затвора (дан након изрицања пресуде пуштен је по амнестији). Митрополит Сергије (Страгородски) је прогнан у Нижњи Новгород и поверио је епископу Атанасију црквену управу у Владимиру и Владимирском округу.
Противио се покрету обнове. Поново ухапшен у јулу и септембру 1922. године. После хапшења у септембру, послат је у Москву, где је држан у затвору Таганскаја. Због „огорчености маса на верској основи” осуђен је на две године прогонства у зирјанском региону (изгнанство је почело 14. новембра 1922). Био је у изгнанству у граду Уст-Сисолску и селу Керчомја. Пуштен у јануару 1925.
Фебруара 1925. вратио се у Владимир и преузео управу над Владимирском епархијом као први помоћник архиепископа Владимирског Николаја (Добронравова), прогнаног у Москву. Међутим, на захтев ОГПУ у мају 1925. морао је дати потпис о неуправи епархије.
Септембра 1925. стигао је на обновитељски епархијски конгрес, где је позвао његове учеснике на покајање и напустио скуп.
У новембру 1925. године епископ Дамјан (Воскресенски) је постављен за привременог администратора Владимирске епархије. У децембру 1925. придружио се самопроглашеном Привременом врховном црквеном савету, организованом уз подршку ОГПУ. После овога епископ Атанасије је преузео управу над Владимирском епархијом. Он је 15. јануара 1926. године благословио православне Владимирске епархије, ако не буде православног епископа, „да се обрате православним епископима суседних епархија за духовно руковођење и старање“. Истог дана је ухапшен, подсетио се на епизоду са јеромонахом Александром (Чечелом) и проповед на празник Светог Ђорђа. По изласку из затвора 15. марта 1926. позвао је православне Владимирске епархије да се обрате епископу Дамјану (Воскресенском), који је до тада донео покајање.
Од новембра 1926. – управник Ивановске епархије. Власти су му предложиле да добровољно напусти епархију или да престане да руководи црквеним пословима – одбио је да напусти поверену паству.

### Соловка и Туруханск регион
2. јануара 1927. године ухапшен је и послат у Москву (био је у затвору ОГПУ на Лубјанки и у затвору Бутирка). Осуђен на три године затвора због „припадања групи епископа на челу са митрополитом Страгородским Сергијем“. Одлежао је у Соловецком логору, где је радио као чувар и кратко као рачуновођа, а боловао је од тифуса.
Фебруара 1930. био је прогнан у Туруханску област на три године. Ту је у првој половини 1932. године живео са прогнаним митрополитом Кирилом (логор Селиваника). Године 1933. вратио се у Владимирску област и напустио јурисдикцију митрополита Сергија (Страгородског), сматрајући да прекорачује своја овлашћења као намесник Патријаршијског заменика. Став епископа Атанасија био је близак становишту митрополита Кирила.

### Беломорско-балтички логори
Ухапшен је поново 18. априла 1936. под оптужбом за „везу са Ватиканом“ и „са белогардејцима у Украјини“. Међутим, током испитивања о томе није било говора, а истрагу су занимали само разлози одбијања сарадње са митрополитом Сергијем, који је био лојалан совјетском режиму. Због стварања „контрареволуционарне организације Истинске православне цркве“ осуђен је на пет година затвора у беломорско-балтичким логорима. Кратко је радио као колекционар у логору; Злочинци су му украли новац, а добио је још годину дана затвора. Радио је на берзи, на сечи и на изградњи кружног пута. Био је редар и предрадник тима за ткање скута. Један од ретких епископа који је успео да преживи масовна погубљења политичких затвореника у логорима 1937-1938.
На почетку Великог отаџбинског рата превезен је у логоре Онега, препешачио око 400 километара, носећи своје ствари. Радио је на берзи, био гладан јер није радио по стандардима. У јуну 1942. пуштен је и депортован у Омску област, где је радио као ноћни чувар. Од јануара до новембра 1943. живео је у граду Ишиму.

### Ново хапшење и још једна казна
7. новембра 1943. године, док је био у егзилу у граду Ишиму, поново је ухапшен под оптужбом да је „водио профашистичку агитацију и ширио провокативне гласине и учествовао у антисовјетској агитацији“ и превезен у Москву. На испитивању 10. априла 1944. изјавио је: „Нисам могао да се помирим са совјетском влашћу која не признаје религију. Ни сада се не мирим са чињеницом да постоји борба против религије (као у тексту!). Али све су то моја лична убеђења и нисам их наметао никоме од својих најмилијих и нисам их позивао да се боре против совјетске власти. Године 1944. у случају „Антисовјетско црквено подземље“ осуђен је на осам година затвора. Држан је у сибирским логорима, затим од децембра 1946. до јула 1947. у логорима Темников, а од јула 1947. у Дубравлаги. Радио је као канализатор и бавио се ткањем ципела.
Године 1945. признао је законитост избора патријарха Алексија I. 1955. је написао, мотивишући ову одлуку: „Патријарх Алексије и његови сарадници не проповедају јереси осуђене од отаца... Патријарха Алексија нико није осудио. легитимном вишом архијерејском влашћу, а не могу, немам право да кажем да је неблагодатан, и да свештенодејство које обавља он и његово свештенство не важе. Стога, када смо 1945. године, док смо били у затвору, ја и свештеници који су били са мном, а који се нису сећали митрополита Сергија, сазнали за избор и постављење патријарха Алексија, ми смо се, разговарајући о насталој ситуацији, договорили да пошто, осим Патријарха Алексија, којег су признали сви Васељенски Патријарси, сада нема другог легитимног првојерарха Руске помесне Цркве, онда морамо у својим молитвама да уздигнемо име Патријарха Алексија, као нашег Патријарха.” Сам патријарх Алексије примио је епископа Атанасија у причешће 1955. године без икаквог наговештаја потребе за покајањем због наводно изазваног раскола.

### Последње године живота
Након пуштања из логора, у мају 1954. - марту 1955. држан је у дому за инвалиде Зубово-Пољански. У марту 1955. дозвољено му је да оде у град Тутајев, одакле се у октобру исте године преселио у град Петушки.
По изласку из затвора радио је на истраживању православног богослужења, житија руских светаца и саставио детаљан рад „О помену мртвих по Повељи Православне Цркве“. 6. новембра 1956. године постављен је за председника литургијско-календарске комисије створене у исто време при издавачкој кући Московске патријаршије и извршио многе исправке у календару светаца.
У његовој читуљи, објављеној у Часопису Московске Патријаршије, посебно је писало: „Љубав, топлину и срдачност осећали су сви који су долазили у контакт са благодатним архипастиром. Разговори са њим били су фасцинантни. Његови бројни пријатељи могли су да проведу са њим много сати у тим разговорима, упознајући се са његовим открићима у области литургике и хагиографије или слушајући дубока објашњења богослужбених текстова. Сви су га отишли духовно обогаћеног и спокојног.”

### Литургијско стваралаштво
Двадесетих година 20. века почео је да допуњује и унапређује службу Свим руским светитељима коју је одобрио Сабор 1917-1918, „и у исто време се јавила идеја о пожељности и неопходности да се установи још један дан за опште прослављање свих Руских светитеља, поред оних које је утврдио Сабор“, у вези са чиме је предложио да се установи други, стални празник у част Свих Руских Светих, када би се у свим руским црквама „могла обављати само једна пуна празнична служба, несметано било који други“. Епископ Атанасије (Сахаров) је то објаснио у предговору служби Свим Светима који су засијали у руској земљи: „При томе би најприкладније изгледало да се 16. јула (29. јула) прослављају Све Свете који су засијали у руској земљи. ) непосредно после празника просветитеља руске земље, светог равноапостолног великог кнеза Владимира. Тада ће празник нашег равноапостолног бити, такорећи, предпразник празника Свих Светих који су процветали у земљи у коју је посејао спасоносно семе вере православне. А сам празник Свих Руских Светих тада ће почети прослављањем кнеза Владимира у 9. час пред празнично мало вечерње. Празник Свих Руских Светих је празник све Свете Руси“.
Године 1946. изашла је „Служба свима светитељима који су засијали у руским земљама” у издању Московске Патријаршије, коју је приредио епископ Атанасије (Сахаров). Током објављивања извршена су цензурна изобличења, која су уништила све референце о новомученицима (по упутству совјетских власти, ово „уређивање“ извршио је инспектор Лењинградске богословске академије, професор Лев Паријски).
Вративши се из логора и населивши се у Петушки, владика Афанасије је започео рад на прикупљању и систематизацији служби руским светитељима. Његова писма упућена разним људима садржавала су молбе да се пронађу и пошаљу одређене службе локално поштованим свецима. На основу добијеног материјала разјаснио је детаље житија и саставио спискове локалних светитеља. Достављени материјали су пажљиво уређени и доведени до уједначености у језику и стилу.
Тако је неколико стотина богослужења и акатиста завршило у архиви епископа Афанасија, који је правио измене и белешке. На основу ових материјала припремио је „Додатне помене“ које су садржале службе руским светитељима које нису биле укључене у стандардне предреволуционарне помене.
Саставио је неколико молитвених секвенци, укључујући „За оне који желе да ходају по ваздуху“, „За оне који постоје у разним околностима“, „Дан захвалности за примање милостиње“, „За мир целог света и за крај ратова, ” итд.
Имплементација идеја Епископа Атанасија била је Служба, објављена 1978-1989 (незванично „Зелени Менаион“), која је укључивала коначан текст службе свим руским светитељима, потпунији од текста првих издања. Такође је обухватао огроман број богослужбених текстова који раније нису били укључени у главни круг богослужбених књига. Игуман Инокентије (Просвирнин) је у свом прегледу септембарских и октобарских томова приметио: „Литургијско-календарска комисија <...>, испуњавајући жељу Литургијског одељења Помесног Сабора 1917-1918, по упутству Његове Светости Патријарх Алексије, поставио је питање потребе спајања служби руским светитељима са службама светитељима Помесних Православних Цркава, како се не би нарушила Повеља целе Источне Цркве и литургијска пракса и богатство агиологије руске Црква се узима у обзир. Председник Комисије епископ Атанасије (Сахаров), учесник Помесног сабора 1917-1918. потребно решење овог сложеног богослужбеног питања дао је у „Литургијским упутствима за 1957. и 1958. годину.“ Приређивао је текст свих Минеја како би црквенословенске језичке облике приближио разумевању својих савременика. Такође је уложио много труда у прикупљање одвојено објављених служби“.

### Канонизација и поштовање
Канонизован од Архијерејског сабора Руске православне цркве у августу 2000. године као новомученик и исповедник Русије. 29. октобра 2000. године мошти исповедника су у литији пренете из гробљанске цркве кнеза Владимира у манастир Рођења Владимира, где и данас почивају.
У Петушки је 26. октобра 2002. године извршено велико освећење храма у име Светог Атанасија Ковровског. Храм су освештали Патријаршијски егзарх целе Белорусије, митрополит мински и слуцки Филарет и архиепископ Владимирско-суздаљски Евлогије уз саслуживање бројног свештенства.
Дана 4. октобра 2012. године, одлуком Светог Синода Руске православне цЦркве, текст службе јероисповеднику Атанасију (Сахарову), епископу ковровском, одобрен је и препоручен за општецрквену литургијску употребу.
Дана 15. октобра 2012. године, у Петушком, свечано је отварање духовно-образовног центра и ажурирана изложба у дому свештеноисповедника епископа ковровског Атфанасија.